# Берёзовка (приток Вятки)
Берёзовка — река в России, протекает в Кировской области. Устье реки находится в 1016 км по правому берегу реки Вятки. Длина реки составляет 29 км, площадь водосборного бассейна 169 км².
Исток реки на Верхнекамской возвышенности в 20 км к северо-востоку от посёлка (Подрезчиха). В верхнем течении река течёт на северо-восток, север и северо-запад, описывая большую петлю; затем поворачивает на юго-запад. Исток находится в Белохолуницком районе, затем река преодолевает небольшой отрезок по Верхнекамскому району, ещё ниже образует границу Белохолуницкого и Нагорского районов и наконец снова втекает в Белохолуницкий район. Всё течение проходит по ненаселённому заболоченному лесу. Приток — Упровка (правый). Впадает в Вятку в 12 км к северо-востоку от посёлка Подрезчиха.

## Данные водного реестра
По данным государственного водного реестра России относится к Камскому бассейновому округу, водохозяйственный участок реки — Вятка от истока до города Киров, без реки Чепца, речной подбассейн реки — Вятка. Речной бассейн реки — Кама.
По данным геоинформационной системы водохозяйственного районирования территории РФ, подготовленной Федеральным агентством водных ресурсов:
- Код водного объекта в государственном водном реестре — 10010300212111100030313
- Код по гидрологической изученности (ГИ) — 111103031
- Код бассейна — 10.01.03.002
- Номер тома по ГИ — 11
- Выпуск по ГИ — 1